# حارة سالم
حارة سالم  هي قرية لبنانية من قرى قضاء عاليه في محافظة جبل لبنان.